# 2016年10月陕西府谷爆炸事件
2016年10月24日陕西府谷爆炸事故或称“10·24府谷县爆炸事件”，是一起发生在中华人民共和国陕西省榆林市府谷县新民镇打井塔村的一起爆炸事故。
截至10月25日9点，事故已造成14人死亡、147人受伤（其中重伤11人）。

## 经过
2016年10月24日14时3分，中华人民共和国陕西省榆林市府谷县新民镇打井塔村5间彩钢房内发生了一起爆炸事故，消防支队立刻调派5个中队10辆车及70余名官兵前往事故现场处理。现场数十件房屋和汽车不同程度的损毁，当地民众表示，爆炸发出了巨大的声响，产生的冲击波造成附近多家商铺玻璃破碎，沿街停放的汽车损坏严重，爆炸导致附近的新民医院门诊大楼损毁严重。

## 救援
爆炸发生后，中华人民共和国现任总理李克强对该事件作出批示，要求当地政府抢救伤员，查明原因。。2016年10月25日凌晨2时30分，此次爆炸事件最后一名被困人员被救出。截止2016年10月25日，事故已造成14人遇难，147人受伤。

## 调查
当地检察机关在爆炸发生后经过调查认为此事件系非法炸药爆炸。2016年10月25日陕西与内蒙古警察抓获了此次爆炸的三名犯罪嫌疑人。三人均承认了非法制造、储存炸药的罪名。
2018年9月12日，该案宣判。

## 相关质疑
部分媒体认为此次事件发生后当局为维稳而封锁了相关死亡人数的消息，只留下中华人民共和国官方媒体新华社的数字，甚至有认为救援人员在救援时禁止受困者家属靠近并将死亡的民众尸体挖出转移现场已掩盖真正的死亡人数。